# (5910) Zátopek
(5910) Zátopek ist ein Asteroid des Hauptgürtels, welcher am 29. November 1989 vom tschechischen Astronomen Antonín Mrkos am Kleť-Observatorium (IAU-Code 046) nahe der Stadt Český Krumlov in Südböhmen entdeckt wurde.
Der Asteroid wurde am 28. August 1996 nach dem tschechischen Leichtathleten Emil Zátopek (1922–2000) benannt, der in erster Linie als Langstreckenläufer erfolgreich war und bei den Olympischen Spielen 1948 in London sowie den Olympischen Spielen 1952 in Helsinki Goldmedaillen gewann.